# Течія Тареєва
Течія Тарєєва (Мусонна течія) — глибинна течія в Індійському океані, що прямує на схід вздовж екватора. Середня швидкість біля 20-30 сантиметрів на секунду, максимальна близько 1 метра на секунду в західній частині океану на глибинах 100—125 метрів. Найпотужніша взимку Північної півкулі коли над цією течією в протилежному напрямку проходить Мусонна течія. Відкрита в 1959—1960 роках під час експедиції радянського дослідницького корабля «Витязь». Назване на честь радянського океанолога Б. А. Тарєєва (1931—1972).
| Хвиля | Це незавершена стаття з океанології. Ви можете допомогти проєкту, виправивши або дописавши її. |